# Rijkhoven
Rijkhoven (lim. Rèkkeve) – dzielnica (deelgemeente) miasta Bilzen w Belgii, w Regionie Flamandzkim, w prowincji Limburgia, w okręgu Tongeren. 1 stycznia 2020 roku liczyła 1357 mieszkańców. Do 31 grudnia 1970 samodzielna gmina. W przeszłości Rijkhoven było częścią hrabstwa Loon. 
Znajduje się tutaj zamek Alden Biesen. 

## Demografia
Liczba mieszkańców, stan na 1 stycznia:
| Rok                | 1930 | 1961 | 2020 |
| ------------------ | ---- | ---- | ---- |
| Liczba mieszkańców | 894  | 1087 | 1357 |